# Csiki László (költő)
Csiki László (Sepsiszentgyörgy, 1944. október 5. – Budapest, 2008. október 2.) magyar költő, elbeszélő, drámaíró, forgatókönyvíró, műfordító.

## Életpályája
A középiskolát szülővárosában végezte, román-magyar szakos tanári oklevelet Kolozsvárott szerzett. 1968-tól a Megyei Tükört szerkesztette. 1971-től a Kriterion Könyvkiadó lektora volt Bukarestben, majd Kolozsvárt a Forrás-sorozat kiadói szerkesztője, 1980 júniusától az Utunk prózarovatát vezette. Első verse az Utunkban jelent meg 1965-ben. Versekkel, novellákkal, könyvismertetésekkel, publicisztikai írásokkal rendszeresen jelentkezett a hazai sajtóban, esszéi, kritikái is jelentősek.
A második Forrás-nemzedékhez tartozott: Esőt kaszáló c. verseskötete Szőcs István bevezetőjével 1968-ban jelent meg. Szabad verseit, akárcsak elsősorban a Megyei Tükörbe írt publicisztikáját, szépprózáját – Kezdetben vala az ige c. kisregényét az Utunk közölte folytatásokban 1970-ben – egyfajta "szegényemberes-urbánus" szemléletmód és erős társadalmi felelősségtudat: az egyén és társadalom viszonyának előítéletektől mentes szemlélete, a mindent újraértelmező, újra mérlegre tevő fiatalos merészség jellemezte. Második verseskötete, a Kellékek (1972), költői fegyvertára gazdagodásáról, tömörítő készségének fejlődéséről, a publicisztikai hangvétel levetkőzéséről tanúskodott. A formai megoldásaiban néhol még bizonytalannak tűnő Cirkusz, avagy: búcsú az ifjúságtól (Kolozsvár, 1971) c. elbeszéléskötetében is nemzedékének problémáit fogalmazta újra. A groteszktől az abszurdig terjedő könyörtelen éleslátással mutatta be helyüket a világban nyugtalanul kereső, férfisorba ért fiatal kortársait, akik közül sokan le akarnak ugyan számolni az előző nemzedékek hibáival-bűneivel, de "a cselekvés egyszerűsége" helyett a nonkonformista pótcselekvések vakvágányára siklanak.
Az abszurd és a groteszk az uralkodó esztétikai minőség drámáiban is. Az Öreg ház (kolozsvári bemutató Harag György rendezésében 1978-ban) nemzedéki konfliktust vitt színre; ennek groteszk jelképe a családi ház, amelyhez az apát ifjúsága és emlékei fűzik, fiát már semmi. Az apa időbe és társadalmi kapcsolatokba helyezett alakja annak a múltnak a szívós továbbélését példázza, mely a második világháború előtti kispolgári életvitelből és az 1950-es évek torzult "hőskorából" ötvöződött. Észszerű és bíráló továbbadni valója nincs erről a múltról, így jön létre az abszurdra jellemző kommunikáció-hiány közte és a fia (a két nemzedék) között. Egyiknek a jövőtlenség, másiknak a múlthiány a tragikuma s a személyiség ebből következő diszkontinuitása. A Nagypapa látni akar benneteket (temesvári bemutató 1979-ben) már teljesen az abszurd színpad eszközeivel jeleníti meg a személyiség belső és a társadalom külső világa közötti kapcsolathiányt. A játék, a szerep pirandellói fogalmához nyúl benne vissza a szerző, ami azonban nála nemcsak védekezés a külvilág konformizáló hatásai ellen, hanem fiktívvé, időn kívülivé változtatva a személyes létet, a személyiség-degradáció sajátos formája is. (A darab újabb változatát az 1980-as sepsiszentgyörgyi Nemzetiségi Színházi Kollokviumon Seprődi Kiss Attila rendezése és Kemény Árpád díszletei vitték sikerre.)
Versei, novellái jelentek meg még a Kapuállító c. antológiában (Sepsiszentgyörgy 1969), 1969-től az Utunk-évkönyvekben, az Évek énekei c. Utunk-antológiában (Kolozsvár, 1971). Több versfordítást közölt románból, tolmácsolásában jelent meg Alexandru Ivasiuc A madarak (1973) és Áradat (1976) c. regénye, Anton Pann Beszédmese – mesebeszéd (1974) és Ion Dodu Bălan Ikarosz gyermekkora (1976) c. munkája, Hortensia Papadat-Bengescu Ledér szüzek c. regénye (1978).
Ártatlanok (1981) c. drámáját sem Romániában, sem Magyarországon nem engedték bemutatni az 1980-as években. 1982-ben települt át Magyarországra, 1984-től a Magvető Kiadó szerkesztőjeként, 1989-től 1991-ig a Magyar Napló versrovat vezetőjeként működött, majd szabad foglalkozású író és a Budapest Filmstúdió dramaturgja. 2008. október 2-ról 3-ra virradó éjjel érte a halál, a budapesti Új köztemetőben helyezték örök nyugalomra 2008. október 21-én, búcsúbeszédet Kőrössi P. József mondott felette.

## Művei (válogatás)

### Vers
- Esőt kaszáló (1968)
- Kellékek (1972)
- Szombat. A búvár hazamegy. Verskönyv haladóknak (1977)
- Kísérlethajók. Válogatott és új versek. (1986)
- Elhallgatások (1989)
- A keresztelő; Tevan, Békéscsaba, 1993
- Lépések, kopogások. Versek; Jelenkor, Pécs, 1996 (Élő irodalom sorozat)
- Írás. Versek; ill. Bencsik János; s.n., s.l., 2002
- A szótolvaj. Versek; Tiszatáj Alapítvány, Szeged, 2003 (Tiszatáj könyvek)
- A kaptár; Tiszatáj Alapítvány, Szeged, 2009 (Tiszatáj könyvek)

### Próza
- Cirkusz, avagy búcsú az ifjúságtól (1971)
- Az idegen város (történetek, 1974)
- Az eladott nagyapó (történetek, Kolozsvár, 1977)
- Bunicul vindut. Nuvele; románra ford. Paul Drumaru, előszó Mircea Ciobanu; Kriterion, Bucureşti, 1980 (Biblioteca Kriterion)
- Kirakat; Magvető, Bp., 1981
- Magánháború. Történetek; Szépirodalmi, Bp., 1986
- Titkos fegyverek; Magvető, Bp., 1988
- Idegen tollaim. Vélekedések és vallomások; Szépirodalmi, Bp., 1990
- Adalék. Vélekedések, vallomások, tárcák; Pesti Szalon, Bp., 1992
- Kutya a Holdban. Történetek; Pesti Szalon, Bp., 1994
- Tóth László: Szó és csend. Tizenegy beszélgetés. Csiki László, Fodor András, Géczi János, Kukorelly Endre, Petőcz András, Somlyó György, Tornai József, Tőzsér Árpád, Vasadi Péter, Vörös István, Zalán Tibor; JAMK–Új Forrás Szerk, Tatabánya, 1996 (Új Forrás könyvek)
- A pusztulás gyönyöre. Négy történet; Jelenkor, Pécs, 1997 (Élő irodalom sorozat)
- A kellemes bandita. Esszék, tárcák; Felsőmagyarország, Miskolc, 1998
- Égen lógó hadsereg; ill. Györgydeák György; Littera Nova, Bp., 1998 (Sophie könyvek)
- A hely szellemei. Színjátékok, filmnovellák; Ister, Bp., 1998 (Ister kortárs írók)
- Visszaút. 1985-2000; Pallas-Akadémia, Csíkszereda, 2000 (Nobile officium sorozat)
- Remény. Történetek; Magvető, Bp., 2002
- A jóslat. Történetek; Kortárs, Bp., 2005
- Az író árnyéka. Vélekedések, vallomások; Kortárs, Bp., 2007 (Kortárs esszék)
- Ajakír. Hosszú történet; Magvető, Bp., 2008
- Hazugok szigete; szerk. Kántor Lajos; Komp-Press–Korunk, Kolozsvár, 2013
- Titkos fegyverek; Hargita, Csíkszereda, 2015 (Székely könyvtár)

### Dráma
- Öreg Ház (1978)
- Nagyapa látni akar benneteket (1979)
- Ártatlanok. Öt színjáték; Kriterion, Bukarest, 1981
- Álkulcsok. Színjátékok; Magvető, Bp., 1986
- A hely szellemei. Színjáték; inː A hely szellemei. A kolozsvári színjátszás 200 éves jubileumára kiírt drámapályázat díjnyertes művei; szerk., előszó Visky András; Kolozsvári Állami Magyar Színház, Kolozsvár, 1992

### Filmforgatókönyv
- Mámá Klárá : legújabbkori népmese : forgatókönyv / írta Csiki László, Maár Gyula; rend. Maár Gyula. (1999)

### Műfordítás
- Mircea Cărtărescu: Sóvárgás (eredeti címén Nostalgia; Jelenkor Kiadó, 1997)
- Mircea Cărtărescu: Vakvilág (eredeti címén Orbitor; Jelenkor Kiadó, 2000)
- Mircea Dinescu: A halál újságot olvas – versek (eredeti címén Moartea citește ziarul; Csordás Gáborral; Jelenkor Kiadó, 1990)

## Díjak, elismerések
- Román Írószövetség prózadíja (1977)
- SZOT-díj (1985)
- Füst Milán-díj (1987)
- Jövő Irodalmáért Díj (1988)
- József Attila-díj (1990)
- Déry Tibor-díj (1997)
- Bezerédj-díj (2000)
- Tiszatáj-díj (2002)
- Salvatore Quasimodo-emlékdíj (2002)
- A Magyar Köztársasági Érdemrend lovagkeresztje (2004)